# Richard Gadd
Richard Robert Steven Gadd (Wormit, 11 de mayo de 1989) es un escritor, actor y comediante escocés. Creó y protagonizó la serie dramática de Netflix de 2024, Baby Reindeer, basada en su espectáculo unipersonal y en experiencias de la vida real.

## Biografía
Richard Robert Steven Gadd nació en el pueblo de Wormit, en Fife, Escocia. Se formó en la Escuela de Teatro de Oxford, completando el curso de un año en 2012.

## Carrera

### Comedia
Los primeros espectáculos de Gadd en el Festival Fringe de Edimburgo fueron Cheese & Crack Whores (2013), Breaking Gadd (2014) y Waiting for Gaddot (2015), debutaron en el festival y luego tuvieron temporadas en el Soho Theatre de Londres. Waiting for Gaddot ganó un Premio Amused Moose Comedy en 2015, así como un Premio Escocés de Comedia al Mejor Espectáculo en Solitario en 2016. También fue nominado para un Premio Malcolm Hardee a la Innovacióny un Premio Chortle a la Innovación.
El espectáculo de Gadd en el Fringe de 2016, Monkey See Monkey Do, ganó el Premio de Comedia de Edimburgoal Mejor Espectáculo de Comedia y también fue nominado para un Premio Total Theatre a la Innovación. Más tarde ese año, Gadd ganó un Premio al Comediante del Comediante de Chortle y fue nominado para un Premio Off West End Theatre al Mejor Intérprete. El espectáculo luego tuvo varias temporadas con entradas agotadas en el Soho Theatre,giró por el Reino Unido y Europa, y tuvo una temporada en el Festival Internacional de Comedia de Melbourne, donde fue nominado para el Premio Barry de 2017. En 2017 fue emitido en Comedy Central como parte de su serie Soho Theatre Live.
El próximo espectáculo de Gadd, Baby Reindeer, sobre sus experiencias siendo acosado, se estrenó en el Festival Fringe de Edimburgo de 2019. Ganó dos premios: el Premio Scotsman Fringe First Award for New Writingy un Premio Stage Award for Acting Excellence.Luego, el espectáculo tuvo una temporada de cinco semanas en el Teatro Bush en Londres, donde ganó un Premio Off West End Theatre Award for Best Video Design, además de recibir una nominación en la categoría de Mejor Intérprete. El espectáculo luego se trasladó al Teatro Ambassador en el West End de Londres, pero fue cancelado debido a la pandemia de coronavirus. Unos meses después, el espectáculo ganó el Premio Laurence Olivier por Logro Sobresaliente en un Teatro Afiliado. En 2024, Netflix lanzó un drama de siete episodios basado en la obra. Según un informe reciente de Barclays, el éxito y la popularidad de Baby Reindeer resultaron en un notable aumento anual en el gasto en suscripciones digitales.

### Actuación
Gadd también es actor, protagonizando junto a Daniel Mays el drama único de la BBC Two nominado al BAFTA  «Against the Law» en 2017. Otros créditos de actuación incluyen «Clique» de BBC Three, «One Normal Night» de Sky Arts, «Code 404» de Sky One y «Tripped» de E4.

### Guionismo
Como guionista, Gadd trabajó para el exitoso programa de Netflix Sex Education, y ha escrito episodios de Ultimate Worrier para Dave y The Last Leg para Channel 4, donde también fue corresponsal. También ha tenido varios proyectos emitidos en BBC Radio 4 y BBC Radio Scotland.

## Vida personal
Gadd se identifica como bisexual.Es embajador de We Are Survivors, una organización benéfica del Reino Unido dedicada a ayudar a hombres sobrevivientes de abuso sexual.Gadd mismo es un sobreviviente de abuso sexual por parte de un hombre mayor manipulador que conoció al principio de su carrera. Desde 2015 hasta 2017, Gadd fue acosado y agredido sexualmente por una mujer mayor.
Gadd es un seguidor de toda la vida del equipo Dundee United.

## Controversia
Tras el lanzamiento de Baby Reindeer, una mujer identificada por usuarios de Internet como la persona real que inspiró al personaje de la acosadora en el programa, dio una entrevista al Daily Mail, en la que afirmó haber sido víctima de acoso y hostigamiento como resultado de la serie. Aunque Gadd y Netflix afirmaron haber protegido las identidades de las personas reales que inspiraron los personajes del programa, había numerosas similitudes entre el personaje de la acosadora, Martha, y la persona que los internautas afirmaron ser la real. Los mismos internautas también dijeron haber identificado al abusador sexual real de Gadd representado en la serie.
El 9 de mayo de 2024, Piers Morgan entrevistó a la mujer señalada como la presunta acosadora en la vida real en el Daily Mail, Fiona Harvey, quien negó repetidamente haber enviado 41.000 correos electrónicos a Gadd, aunque admitió haberle enviado algunos correos, una nota y 19 tuits. Ella reclamó haber sido perjudicada por la serie al ser representada como una criminal convicta, entre otras representaciones negativas.